# Dieter Ertel
Dieter Otto Karl Ertel (* 25. Februar 1927 in Hamburg; † 8. Oktober 2013 in Stuttgart) war ein deutscher Journalist und Redakteur.
Der Sohn eines Anwalts begann nach seinem Studium an der Universität Hamburg (Literatur, Anglistik und Pädagogik) seine journalistische Laufbahn 1950 als Volontär und Redakteur der Neuen Deutschen Wochenschau. Anschließend, von 1954 bis 1955, arbeitete er als Redakteur beim Nachrichtenmagazin Spiegel. Der Journalist und Schriftsteller Martin Walser wurde schließlich auf ihn aufmerksam und warb ihn für den SDR an – hier arbeitete Ertel von Oktober 1955 bis 1974. Später arbeitete er unter anderem als Fernsehdirektor bei Radio Bremen, als Programmchef Fernsehspiel, Film, Unterhaltung und Familie beim WDR sowie als Fernsehdirektor beim Südwestfunk in Baden-Baden.

## Entwicklung vonZeichen der Zeit
1955 stieß Ertel als freier Mitarbeiter zu der noch jungen Fernsehabteilung des SDR, die seit 1954 erste Sendungen für das gemeinschaftliche Fernsehprogramm der deutschen Rundfunkanstalten produzierte. 1957 arbeitete Ertel an einem Dokumentarfilm über die Geschichte des Boxsports. Da sich beim Schnitt des Materials herausstellte, das sich aus dem Material eine eigenständige Sendung gestalten ließ, beschloss die Dokumentarfilmabteilung des SDR, den Film Ein „Großkampftag“ als ersten Film der neuen Dokumentarreihe Zeichen der Zeit auszustrahlen. Ab 1961 gehörte er als festangestellter SDR-Redakteur zum Team von Heinz Huber.
Ertel übernahm in der Folge die redaktionelle Betreuung der Sendereihe, von der bis zu seinem Weggang 1973 insgesamt 56 Folgen produziert wurden. Ertel war bis 1961 für alle Beiträge als Autor verantwortlich. Inhaltliche Schwerpunkte seiner Dokumentarfilme waren Sport und klassische Musik. Früh thematisierte er auch die Medien selbst, zum Beispiel in Filmen wie Der große Cannes-Cannes (1958) oder in Die Kunden der Traumfabrik (1958). Häufig nahm er in seinen Filmen eine eher ironische Haltung gegenüber den Phänomenen des Wirtschaftswunders in Deutschland ein.

## Kritische Auseinandersetzung mit Fernsehkonsum
1963 wurde im SDR Ertels Film Fernsehfieber ausgestrahlt, in dem erstmals im Fernsehen selbst die Bedeutung des Mediums Fernsehens thematisiert wurde. Der Film dokumentiert zum Beispiel die Angst von Professoren und Studenten in Tübingen vor dem neuen Medium, die sich gleichwohl als zukünftige intellektuelle Elite des Landes verstehen. Damit wird der selbstverständliche Fernsehkonsum einfacher Arbeiter und Angestellter im Ruhrgebiet konfrontiert, die einfach alles, was über den Bildschirm kommt, irgendwie interessant finden. In der Schlussszene zeigt der Film, wie eine Fußball-Übertragung die Illusion, „dabei zu sein“, erzeugt und aus den Zuschauern eine nationale Schicksalsgemeinschaft macht.

## Weitere Arbeit als Fernsehredakteur
Ertel hat in seiner journalistischen Laufbahn mehrere erfolgreiche Sendungen und Sendereihen für das Fernsehen entwickelt, so etwa für den SDR die Reihen Zeichen der Zeit und Cartoon, sowie die Tierreihe Sterns Stunde. In dieser Zeit führte er beispielsweise beim Fernsehdokumentarfilm Schützenfest in Bahnhofsnähe – Beobachtungen auf dem Dorfe Regie. Daneben trug Ertel auch einige Folgen zur Reihe Bei der Arbeit beobachtet bei. Die SDR-Sendung porträtierte verschiedene Dirigenten bei den Proben und Konzerten mit ihren Orchestern. Ein Verdienst Ertels ist es, dass er 1967 Loriot für das Fernsehen entdeckte, der in der Sendung Cartoon internationale Zeichentrickfilme vorstellte. 1969 betrat Ertel mit dem zweiteiligen dokumentarischen Fernsehspiel Der Fall Liebknecht-Luxemburg zudem Neuland. Er entwickelte hier eine neue Darstellungsform im zeitgenössischen Fernsehen, da er die Ergebnisse seiner Recherchen von Schauspielern darstellen ließ und aus historischem Archivmaterial Spielszenen entwickelte. 1968 wurde Ertel Leiter des Programmbereichs Kultur und Gesellschaft beim SDR.  Ende der 1960er Jahre kam es im SDR zu einigen Auseinandersetzungen um die Stellung des Dokumentarfilms im Fernsehprogramm und die Strategie der Fernsehabteilung.
1974 wechselte Ertel als Fernsehdirektor zu Radio Bremen. Bei Radio Bremen entstanden nach seiner Idee die Talkshow 3 nach 9 sowie als Fortsetzung von Cartoon die Fernsehserie Loriot. Später arbeitete er als Programmchef Fernsehspiel, Film, Unterhaltung und Familie beim WDR. 1976 bis 1986 setzte ihn die ARD daneben als Koordinator für Unterhaltungssendungen ein. 1981 bis 1989 war Ertel erneut in Baden-Württemberg tätig – als Fernsehdirektor beim Südwestfunk in Baden-Baden. Von 1992 bis 1994 war er anschließend Vorsitzender des Hauses des Dokumentarfilms.
Nach seiner Pensionierung lebte Ertel in Besenfeld im Nordschwarzwald und in Stuttgart. Er war Mitglied im PEN-Zentrum Deutschland.
Dieter Ertel war mit Hildegard Ertel (1927–2021) verheiratet. Aus der Ehe sind mehrere Kinder hervorgegangen.

## Auszeichnungen
- 1966: Berliner Kunstpreis

## Filme für die Dokumentarabteilung des SDR

### Für die ReiheZeichen der Zeit
- Ein „Großkampftag“. Beobachtungen bei einer Boxveranstaltung, 1957 (zusammen mit Peter Schier-Gribowsky)
- Wenn die Weihnachtskassen klingeln. Bemerkungen im Advent, 1957 (zusammen mit Georg Friedel)
- Die wilde Straße. Beobachtungen im Straßenverkehr, 1958
- Der große Cannes-Cannes. Beobachtungen am Rande der Filmfestspiele, 1958
- Die Kunden der Traumfabrik. Eine Studie über Filmfreunde und -Fans, 1958
- Neubauwunderlichkeiten, 1959
- Kongreß der Ideale. Beobachtungen bei einem Vegetarier-Treffen, 1959
- Der Aufstand der Jecken. Beobachtungen beim Kölner Karneval, 1960
- Tortur de France. Bericht über eine Radrundfahrt, 1960 (zusammen mit Hans Blickensdörfer)
- Schützenfest in Bahnhofsnähe – Beobachtungen auf dem Dorfe, 1961 (zusammen mit Georg Friedel)
- Strafvollzug. Beobachtungen in deutschen Gefängnissen, 1961 (zusammen mit Georg Friedel)
- Fernsehfieber. Bemerkungen über das Massenmedium und sein Publikum, 1964 (zusammen mit Georg Friedel)
- Sechstagerennen. Beobachtungen im Berliner Sportpalast, 1964 (zusammen mit Georg Friedel)
- Der totale Urlaub. Beobachtungen in einem englischen Ferienparadies, 1967

### Weitere Filme
- Wir führen Sie aufs Eis. Die Geschichte des Eiskunstlaufs, 1955
- Cortina, 1956 (für die SDR-Reihe Im Blickpunkt)
- Das deutsche Mozartfest, 1956
- Heidelberg: Postkarte und Wirklichkeit, 1956
- Bachkonzert im Kloster Wiblingen, 1956 (zusammen mit Rolf Unkel)
- Aus Sport ist Ernst geworden, 1956
- Zeitgenossen: H. G. Winkler, 1956
- Filmbericht über das Nationaltheater Mannheim, 1957
- Haus der Vergessenen, 1957
- Stuttgarter Kammerorchester, 1957 (zusammen mit Rolf Unkel)
- Die unterirdische Kuh. Ein Bericht über den Grafiker Savignac, 1957
- Die Hallen. Ein Bericht über den Markt von Paris, 1959
- Thema Lebensmittelpreise, 1960 (zusammen mit Georg Friedel)
- Ein Engländer sieht Deutschland – was dem Zeichner Ronald Searle in der Bundesrepublik auffiel, 1960
- Ferenc Fricsay, 1960 (für die SDR-Reihe Bei der Arbeit beobachtet) (zusammen mit Rolf Unkel)
- Weihnachtliches Konzert aus der Basilika Ottobeuren, 1961 (zusammen mit Rolf Unkel)
- Ein Märchengarten, 1963
- Bissigheim, 1964 (für die SDR-Reihe Europa im Detail)
- Der 14. Juli, 1964 (für die SDR-Reihe Europa im Detail)
- Sergiu Celibidache: Till Eulenspiegels lustige Streiche, 1965 (für die SDR-Reihe Bei der Arbeit beobachtet)
- Wie hältst du’s mit der Politik? Kleiner Test des deutschen Wählers, 1965 (zusammen mit Georg Friedel)
- Der Zeichner Chaval, 1965
- Greta Garbo. Die ‚Göttliche‘ und das Menschliche, 1965
- Georg Solti: Tannhäuser-Ouvertüre, 1966 (für die SDR-Reihe Bei der Arbeit beobachtet) (zusammen mit Wolfram Röhrig)
- Vaclav Neumann: Die verkaufte Braut, 1968 (für die SDR-Reihe Bei der Arbeit beobachtet) (zusammen mit Gerald Weinkopf)
- Der Fall Liebknecht-Luxemburg, 1969 (für die SDR-Reihe Zeitgeschichte vor Gericht)
- Vaclav Neumann: Leonoren-Ouvertüre Nr. 3, 1969 (für die SDR-Reihe Bei der Arbeit beobachtet) (zusammen mit Gerald Weinkopf)
- Was gibt’s Neues. Das Stuttgarter Antimagazin, 1971
- Carlos Kleiber: Fledermaus-Ouvertüre, 1971 (für die SDR-Reihe Bei der Arbeit beobachtet) (zusammen mit Gerald Weinkopf)
- Matterhornhütte. Menschen und Meinungen im Hochgebirge, 1972 (für die SDR-Reihe Grenzstationen)
- Richard Wagner, 1974 (für die SDR-Reihe Große Deutsche)